# Plum Island (Aleuten)
Plum Island ist eine winzige unbewohnte Insel der Andreanof Islands, die zu den Aleuten 
gehören. Die etwa nur 35 m lange Insel liegt in der Bay of Islands von Adak Island.